# Амор (Португалия)
Амор (порт. Amor) — район (фрегезия) в Португалии, входит в округ Лейрия. Является составной частью муниципалитета Лейрия. По старому административному делению входил в провинцию Бейра-Литорал. Входит в экономико-статистический субрегион Пиньял-Литорал, который входит в Центральный регион. Население составляет 4738 человек на 2001 год. Занимает площадь 18,13 км².

## История
Район основан в 1630 году